# CIFAL

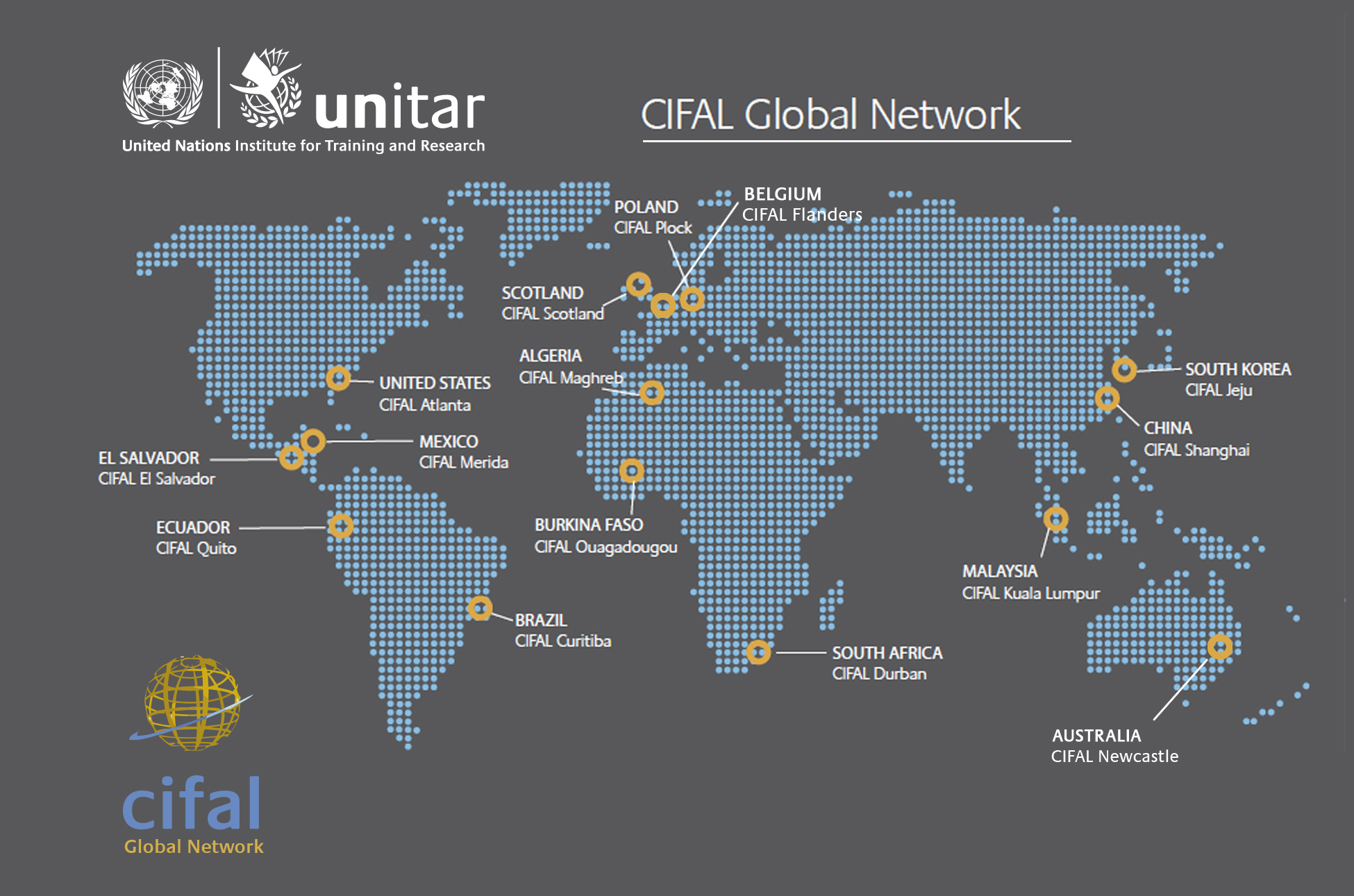
Centros CIFAL alrededor del mundo

La Red Global CIFAL depende del Instituto de las Naciones Unidas para la Formación y la Investigación (UNITAR). Está integrada por 25 Centros Internacionales de Capacitación (CIFAL). Su objetivo es servir de plataforma para el desarrollo de capacidades de autoridades gubernamentales y líderes de la sociedad civil en temas relacionados con el desarrollo sostenible, así como en los mandatos y objetivos globales de las Naciones Unidas. En 2021, la red CIFAL Global Network alcanzó 82,956 beneficiarios alrededor del mundo mediante 110 capacitaciones. Llegó a más de 10.000 beneficiarios de 75 países en 2015.
El acrónimo CIFAL significa "Centro Internacional de Formación para Autoridades y Líderes" (en francés: Centre international de formation des autorités et leaders   ) o en español : ' Centro Internacional de Formación para Autoridades y Líderes '). Es un recurso importante en los esfuerzos a largo plazo de las Naciones Unidas para lograr los Objetivos de Desarrollo Sostenible.
Cada Centro CIFAL es un centro para el desarrollo de capacidades y el intercambio de conocimientos entre las autoridades locales y regionales, los gobiernos nacionales, las organizaciones internacionales, el sector privado y la sociedad civil. 

## Própositos
El propósito central de los programas de capacitación de CIFAL es desarrollar y fortalecer las capacidades humanas para responder mejor a los desafíos del desarrollo. Los Centros CIFAL se basan en un enfoque facilitador que tiene como objetivo:
- Facilitar la transferencia de conocimientos, experiencias y mejores prácticas entre funcionarios gubernamentales, líderes del sector privado y de la sociedad civil.
- Mejorar las capacidades para realizar con eficacia las tareas pertinentes.
- Fomentar la cooperación y el desarrollo de asociaciones de múltiples partes interesadas.
- Brindar oportunidades de trabajo en red que conduzcan a la colaboración de ciudad a ciudad.
- Contribuir al desarrollo de estrategias locales y nacionales.

Las actividades de aprendizaje y capacitación presentan una variedad de recursos de aprendizaje que combinan contenido básico, asignaciones, tareas, evaluaciones, colaboración entre pares, actividades interactivas y tutoría. Las actividades se imparten en diferentes formatos: presencial, virtual o semipresencial, combinando ambos.

## Trabajo

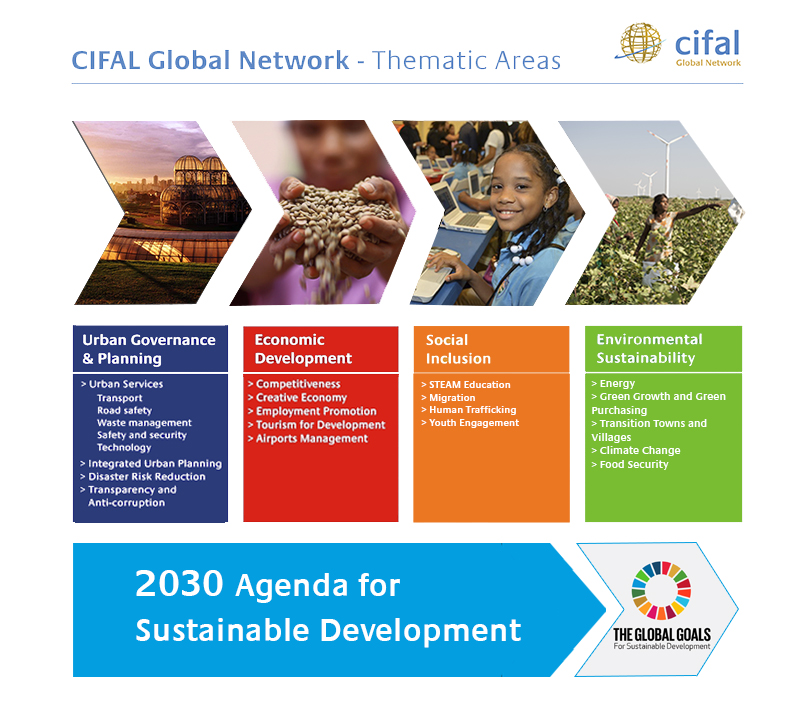
Áreas Temáticas CGN

A partir de 2020, la Red Global CIFAL comprende 22 centros en África, Asia, Europa, Australia y las Américas. Cada CIFAL brinda capacitación innovadora en áreas clave relacionadas con el desarrollo sostenible y sirve como centro para el intercambio de conocimientos entre funcionarios gubernamentales, organizaciones no gubernamentales e internacionales, el sector privado, la sociedad civil, instituciones académicas y el sistema de las Naciones Unidas.
Cada CIFAL se especializa en áreas temáticas relacionadas con las necesidades y prioridades de las regiones a las que atiende. Las áreas temáticas incluyen:
- Gobernanza y Planificación Urbana
- Desarrollo económico
- Inclusión social
- Sostenibilidad del medio ambiente
- Capacidad para la Agenda 2030 para el Desarrollo Sostenible

La Red Global CIFAL desempeña un papel clave en el desarrollo de capacidades para la implementación de la Agenda 2030 para el Desarrollo Sostenible.
Sus programas de capacitación brindan acceso a conocimientos, recursos y mejores prácticas, promoviendo la colaboración de múltiples partes interesadas en apoyo del desarrollo sostenible.
- Red Global CIFAL
- Calendario CIFAL
- Alianzas para el Desarrollo Sostenible

## Citas
1. 1 2  «CIFAL Global Network». UNITAR (en inglés). Consultado el 13 de junio de 2020.